# بشملة كافاليرية
بشملة كافاليرية أو بشملة كبيرة الزهر (الاسم العلمي:Eriobotrya cavaleriei) هي نوع من النباتات تتبع جنس البشملة من الفصيلة الوردية. تم وصف هذا النوع من النبات علمياً لأول مرة من قبل أوغستين أبل هكتور لفييه وألفرد ريدر سنة 1932.